# Мелия, Георгий
Георгий Мелия (груз. გიორგი მელია; род. 14 сентября 1996, Самтредиа, Имеретия) — грузинский борец греко-римского стиля, участник Олимпийских игр 2020 года в Токио.

## Карьера
В августе 2016 года во французском Маконе стал чемпионом мира среди юниоров. В январе 2019 года в Тбилиси стал чемпионом Грузии. В марте 2019 года на чемпионате Европы U23 в Нови-Саде занял второе место, уступив в финале финну Арви Саволайнену. В сентябре 2019 года на чемпионате мира в Нур-Султане, уступив в схватке за бронзу турку Дженку Ильдему, стал первым борцом Грузии, получившим лицензию на Олимпийские игры в Токио. В ноябре 2019 года в Будапеште на чемпионате мира U23 стал вторым, уступив в финале Арви Саволайнену. На Олимпийских играх на стадии 1/8 финала уступил россиянину Мусе Евлоеву, а в утешительной схватке венгру Алексу Шоке.

## Достижения
- Чемпионат мира среди юниоров 2016 — ;
- Чемпионат Европы по борьбе U23 2019 — ;
- Чемпионат мира по борьбе U23 2019 — ;
- Чемпионат мира по борьбе 2019 — 5;
- Олимпийские игры 2020 — 9